# Печ (город, Косово)
Печ или Пея (серб. Пећ, Peć, алб. Pejë, Peja) — город в Косове (фактически контролируется властями частично признанной Республики Косово) на северо-западе Метохии.

## Административная принадлежность
| Позиция Сербии                                          | Позиция Республики Косово               |
| ------------------------------------------------------- | --------------------------------------- |
| центр Печского округа автономного края Косово и Метохия | центр Печского округа Республики Косово |

## История
В 1912—1916 гг. город входил в состав Черногории, а местный митрополит сыграл решающую роль в объединении Черногории с Сербией.

## Население
В 2009 году в городе проживают 82 299 жителей. Большая часть населения города и общины — это албанцы (86 %), также проживают сербы, черногорцы, боснийцы, турки, цыгане.

## Достопримечательности
В городе располагается монастырь-резиденция Печской патриархии, чьей наследницей является Сербская православная церковь.
В 19 километрах от центра города расположен сербский православный монастырь XIV века Высоки Дечаны, объект Всемирного наследия ЮНЕСКО.

## Известные уроженцы и жители
- Лека Дукаджини (1410—1481) — правитель Княжества Дукаджини.
- Святитель Даниил II, архиепископ Сербский.
- Кельменди, Альбина, косовско-албанская певица.

## Города-побратимы
- Тобольск, Россия

## Галерея

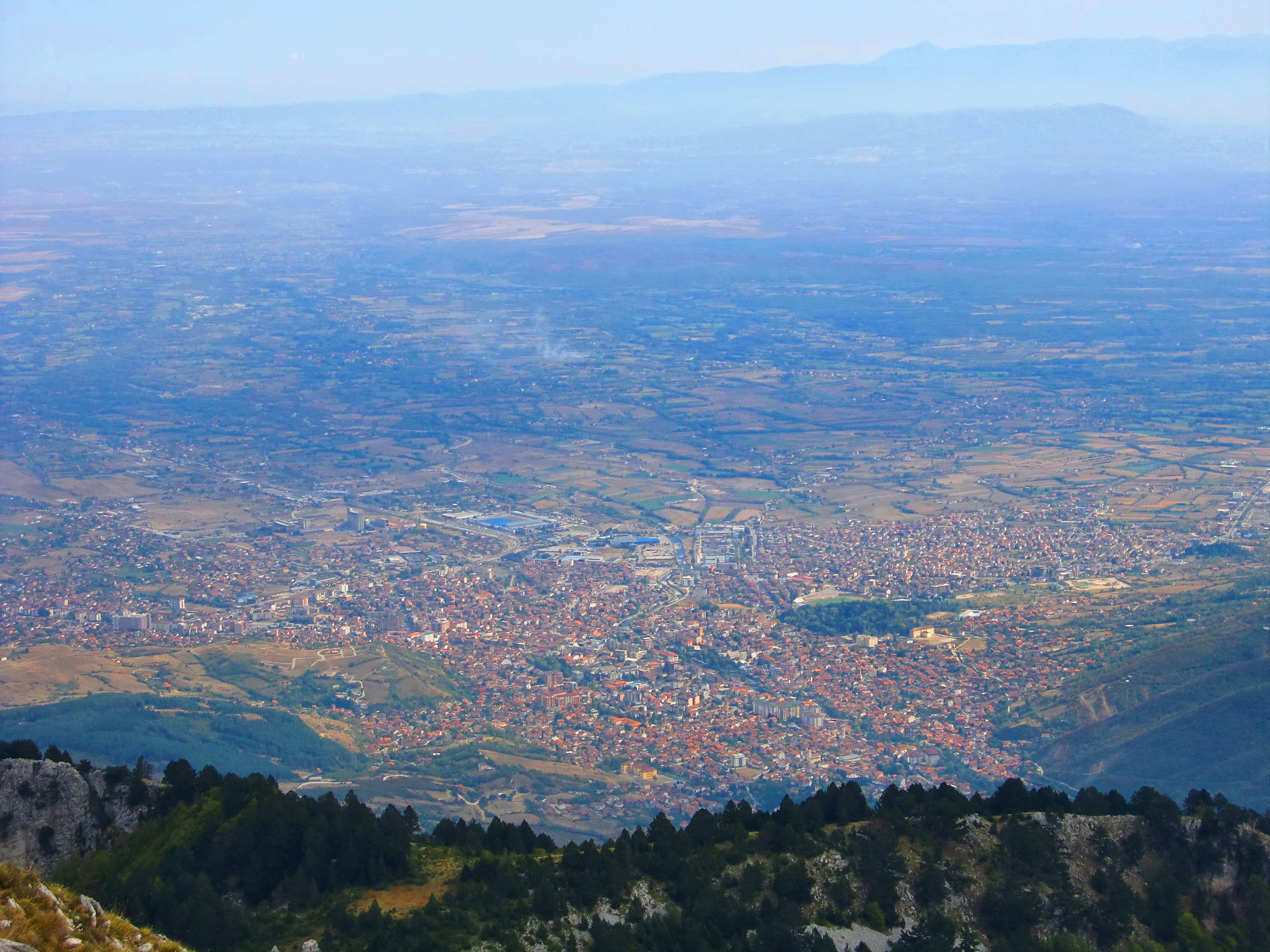
Полный вид города Печа от пика Вельяк — 2014 м
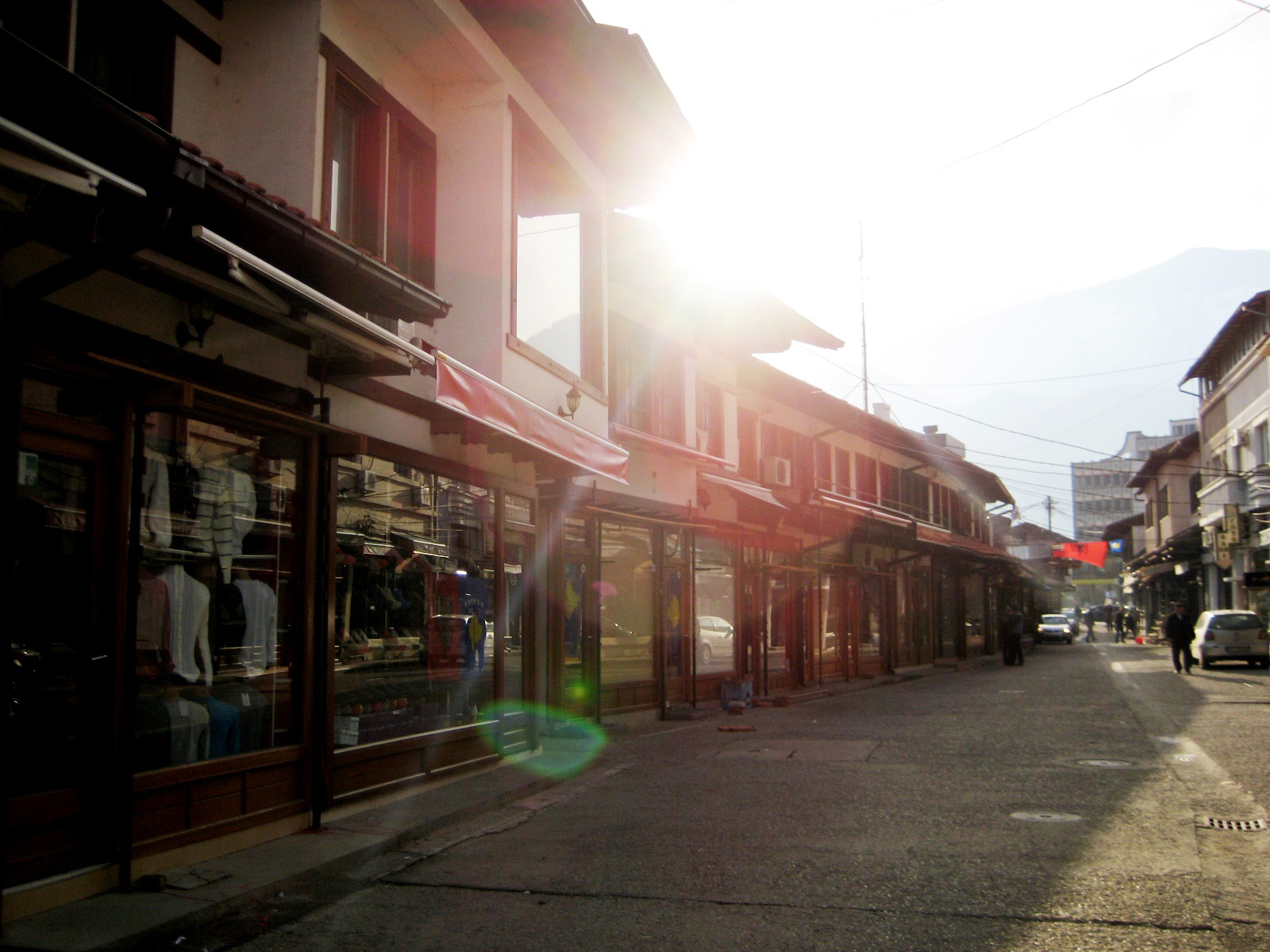
Главный базар в Пече
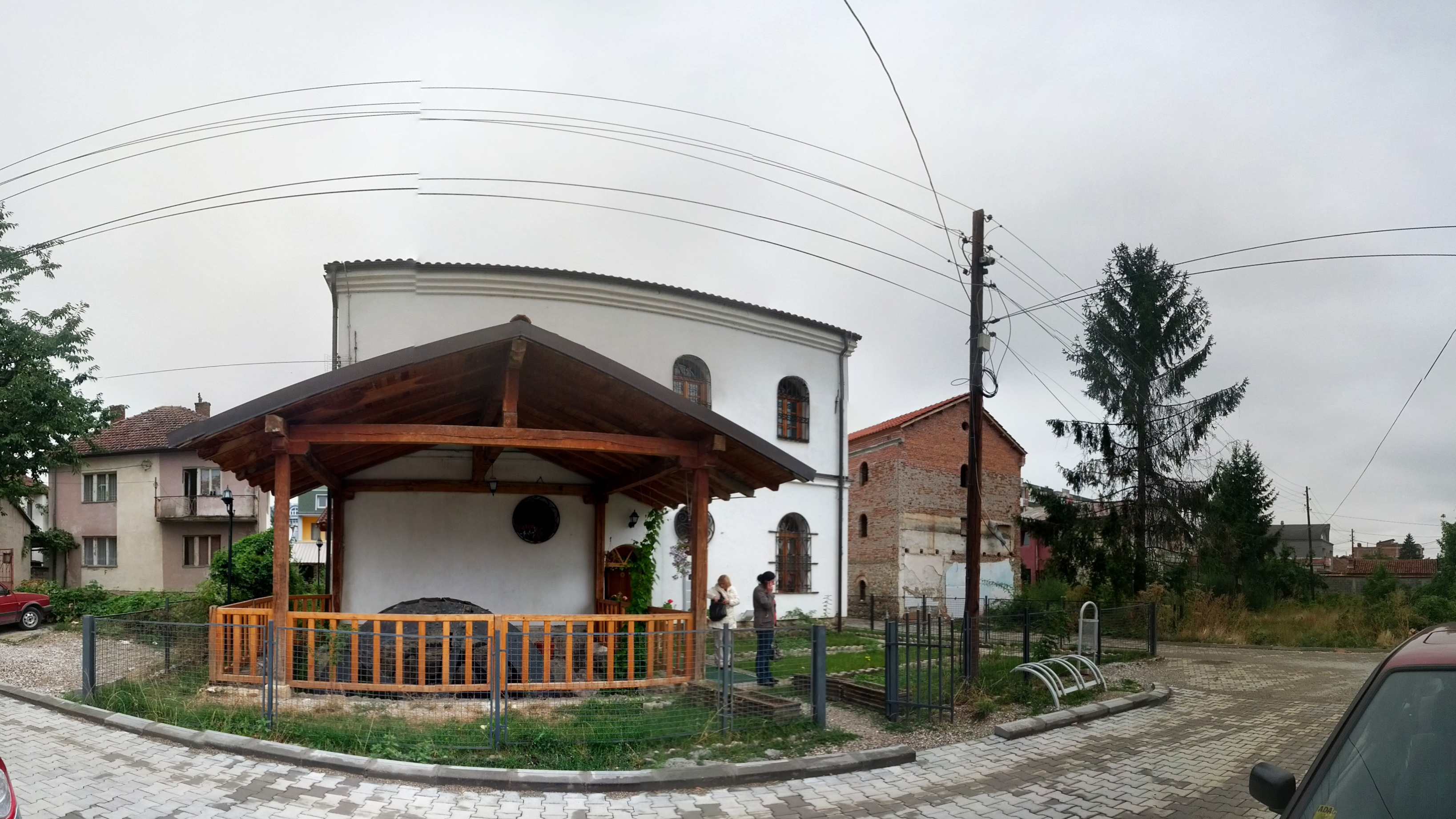
Старая мельница Печа
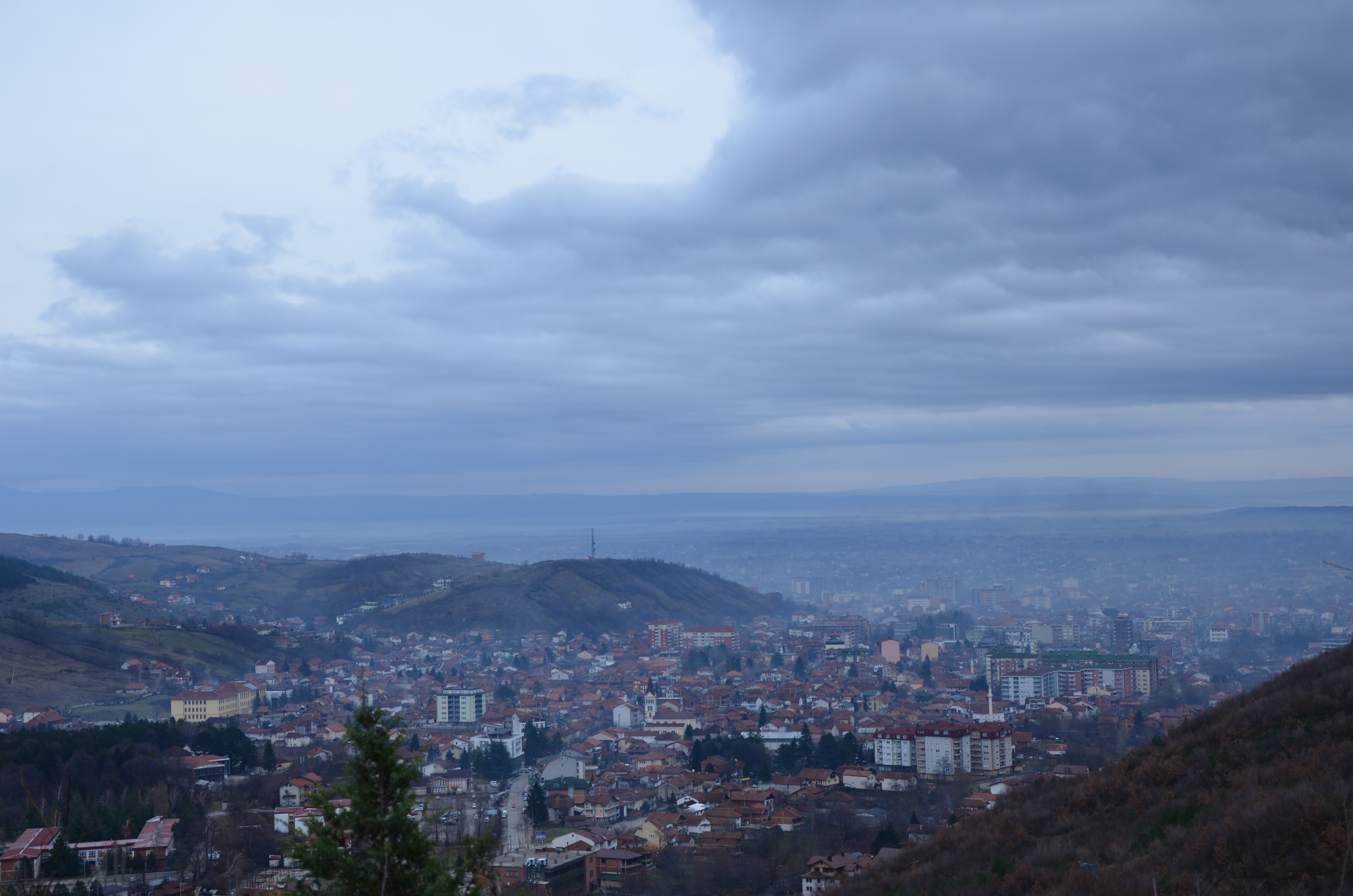
Печ сверху
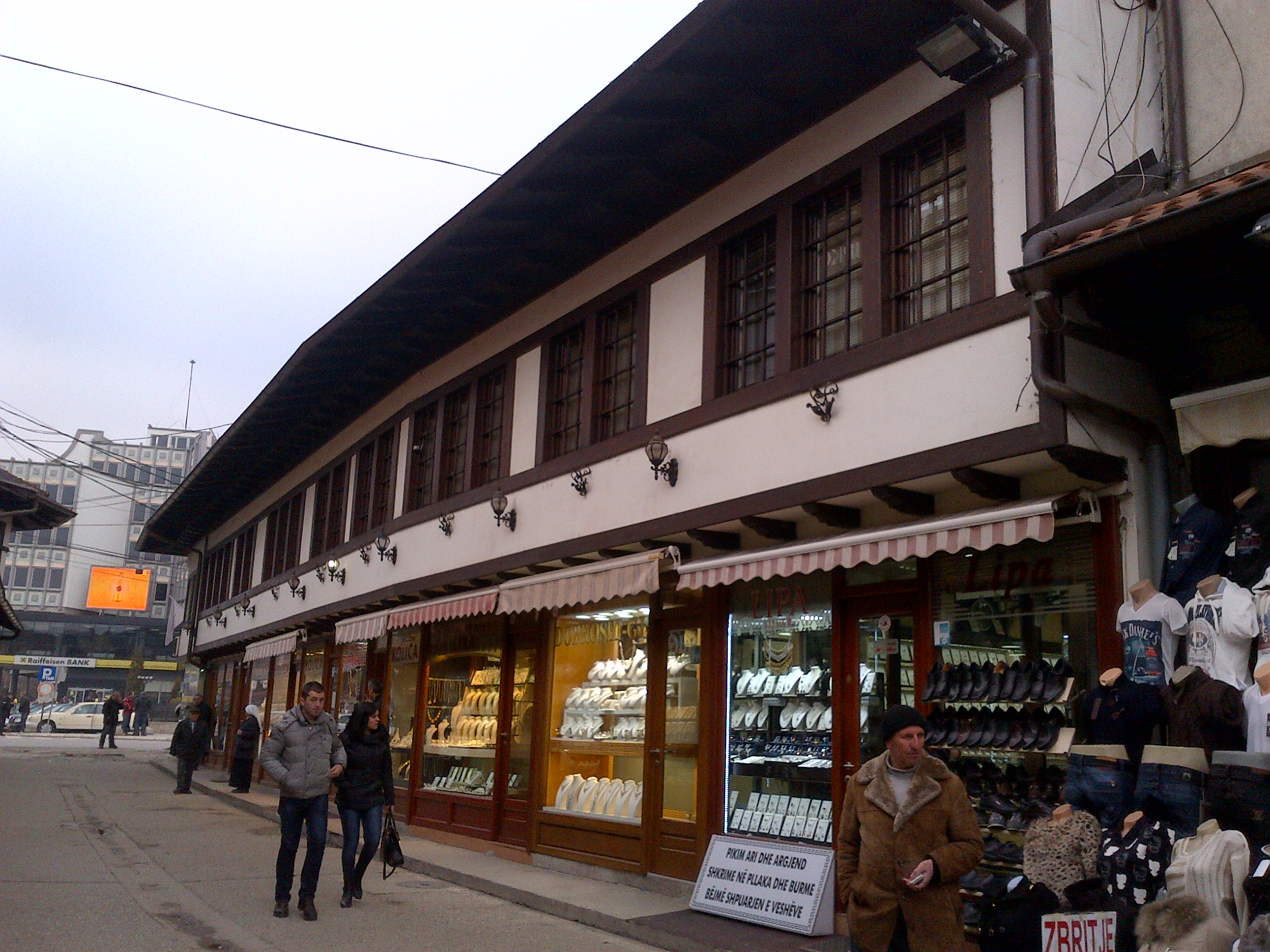
Вид с длинного базара Печа
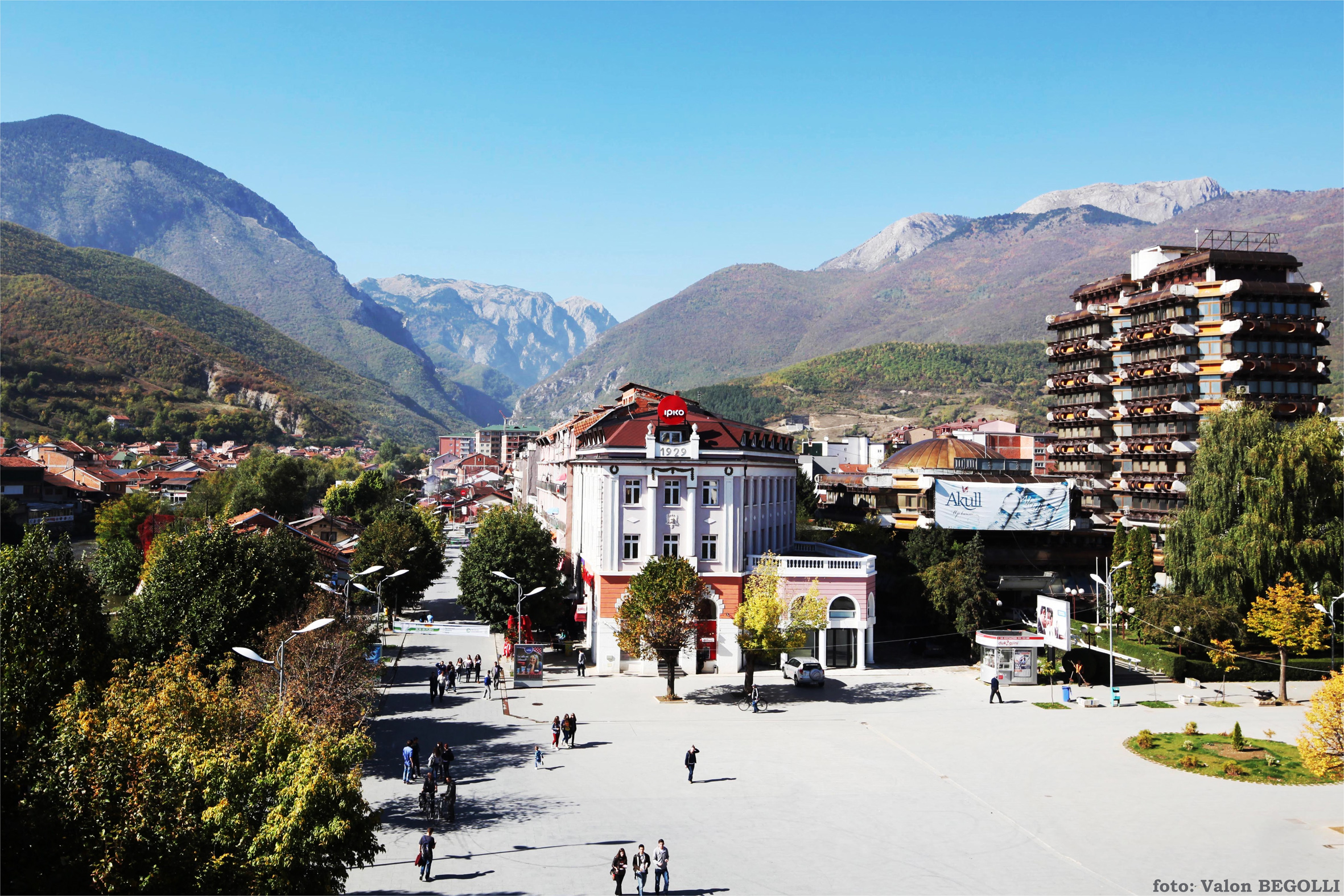
Центр города Печа
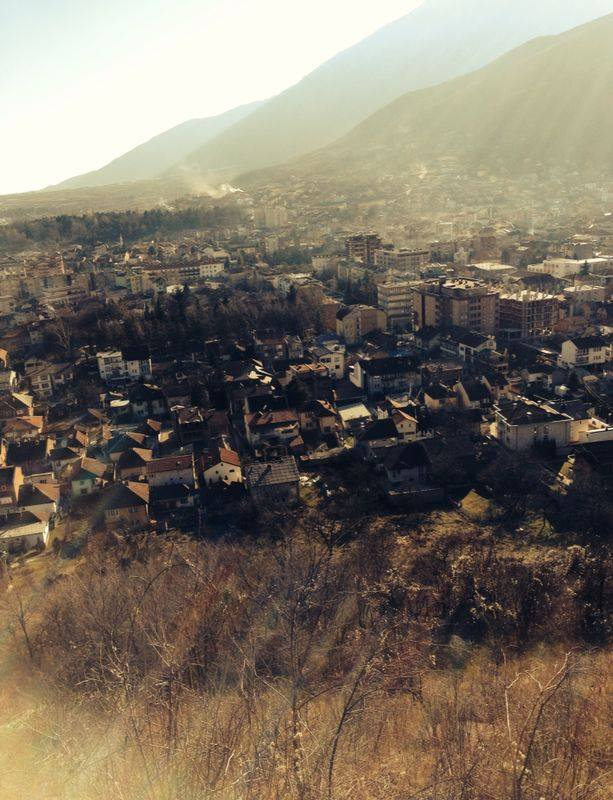
Печ
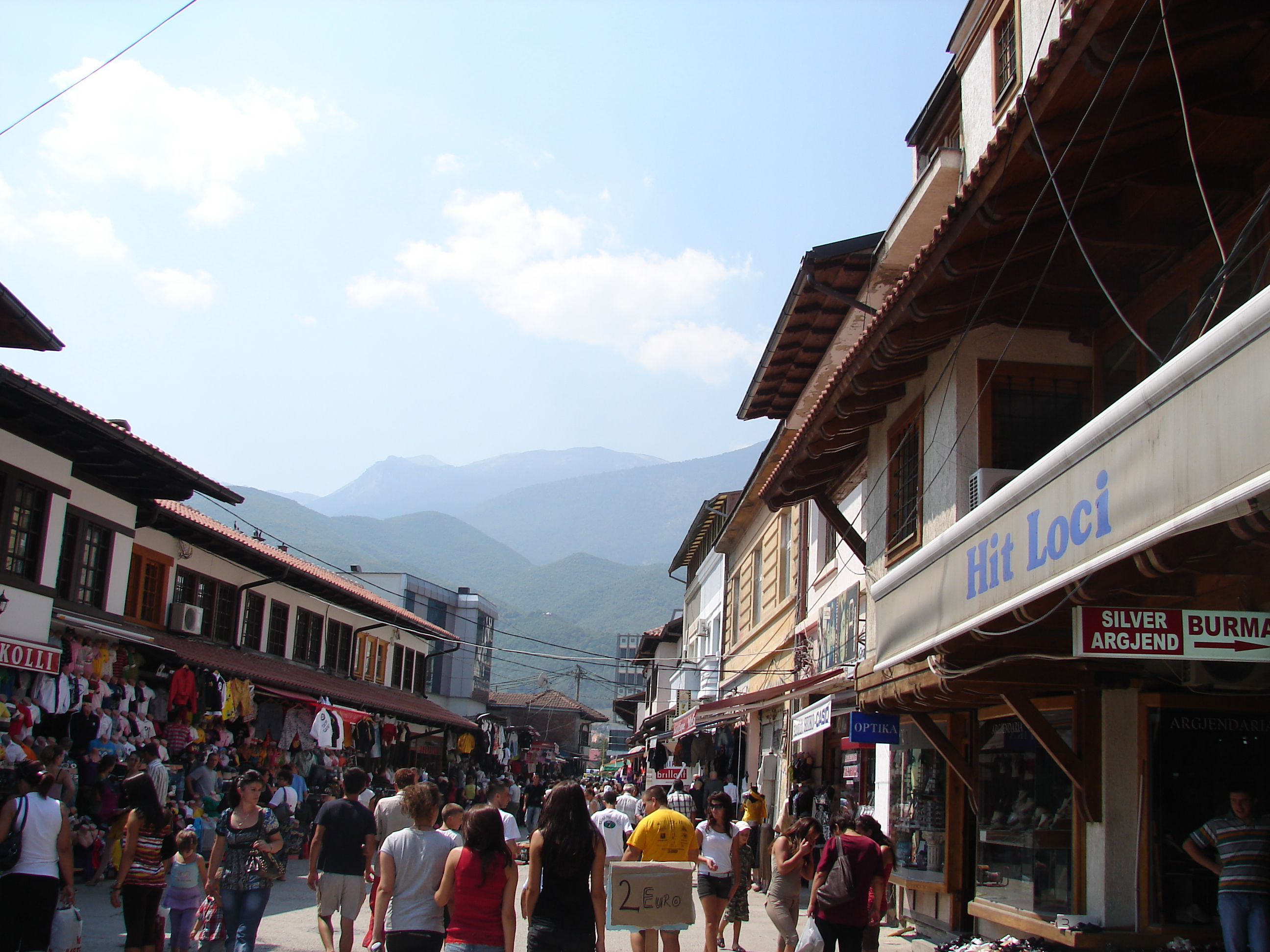
Печ (Косово)
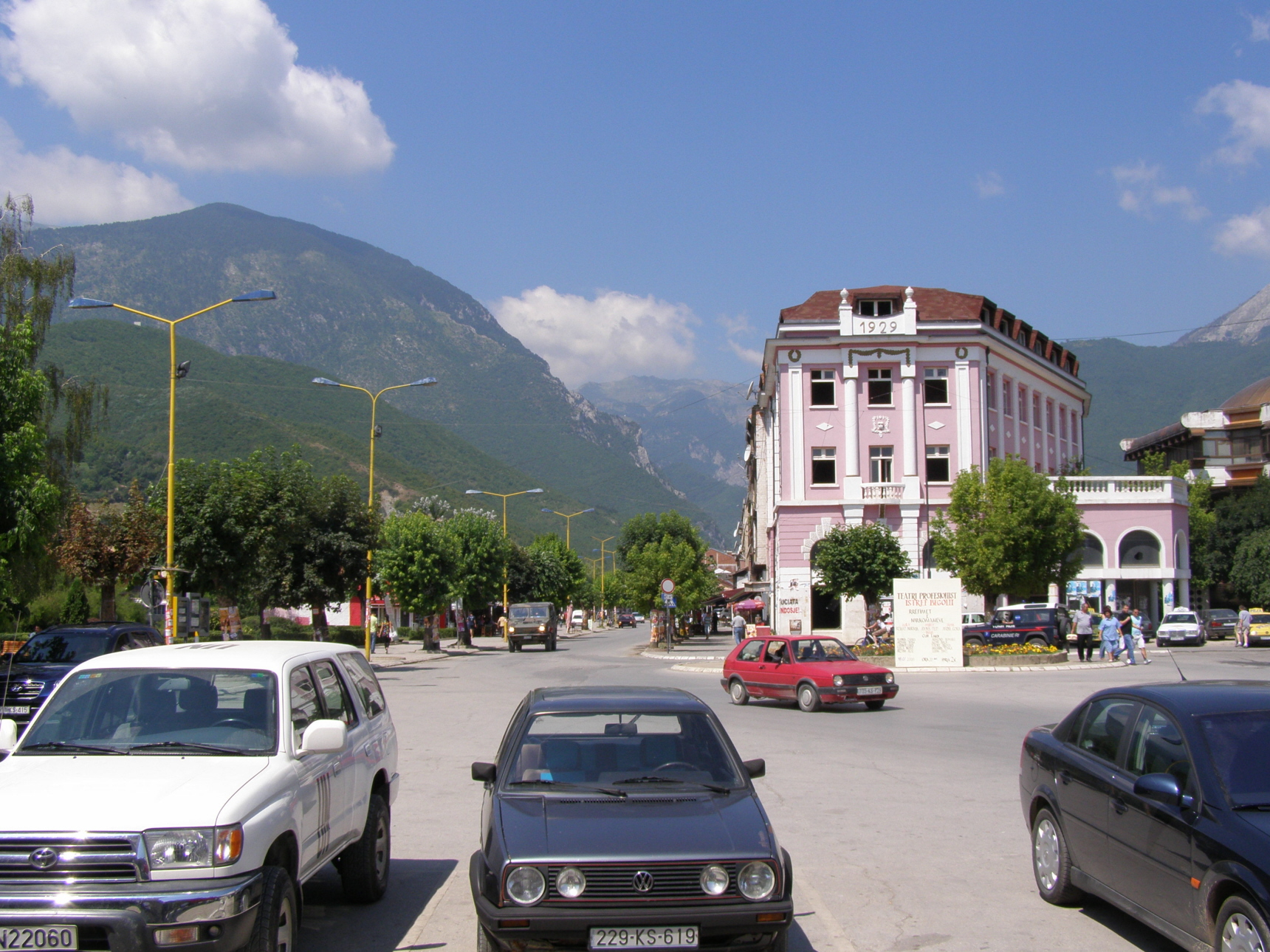
Главный променад в Пече
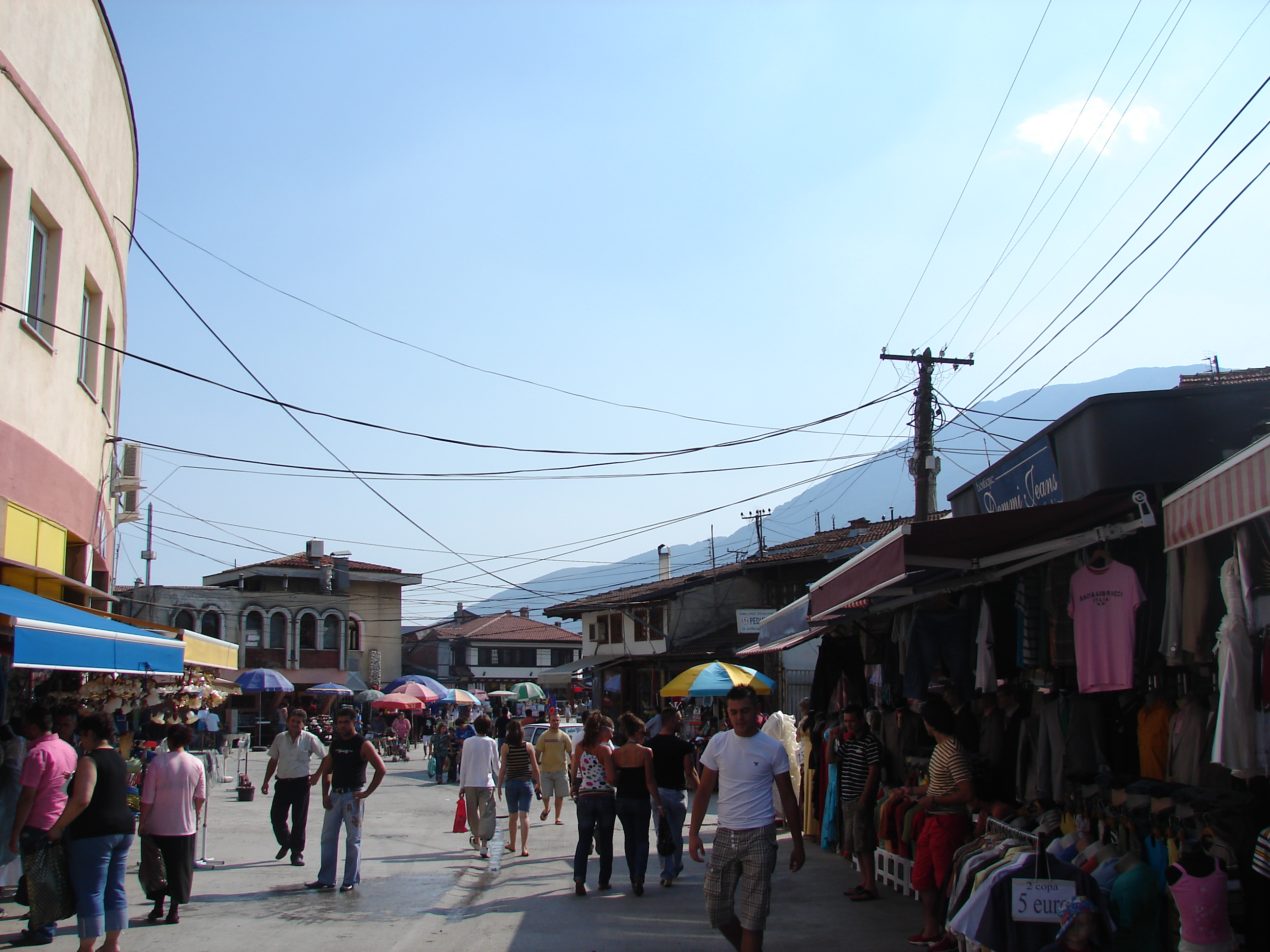
Улица в Пече
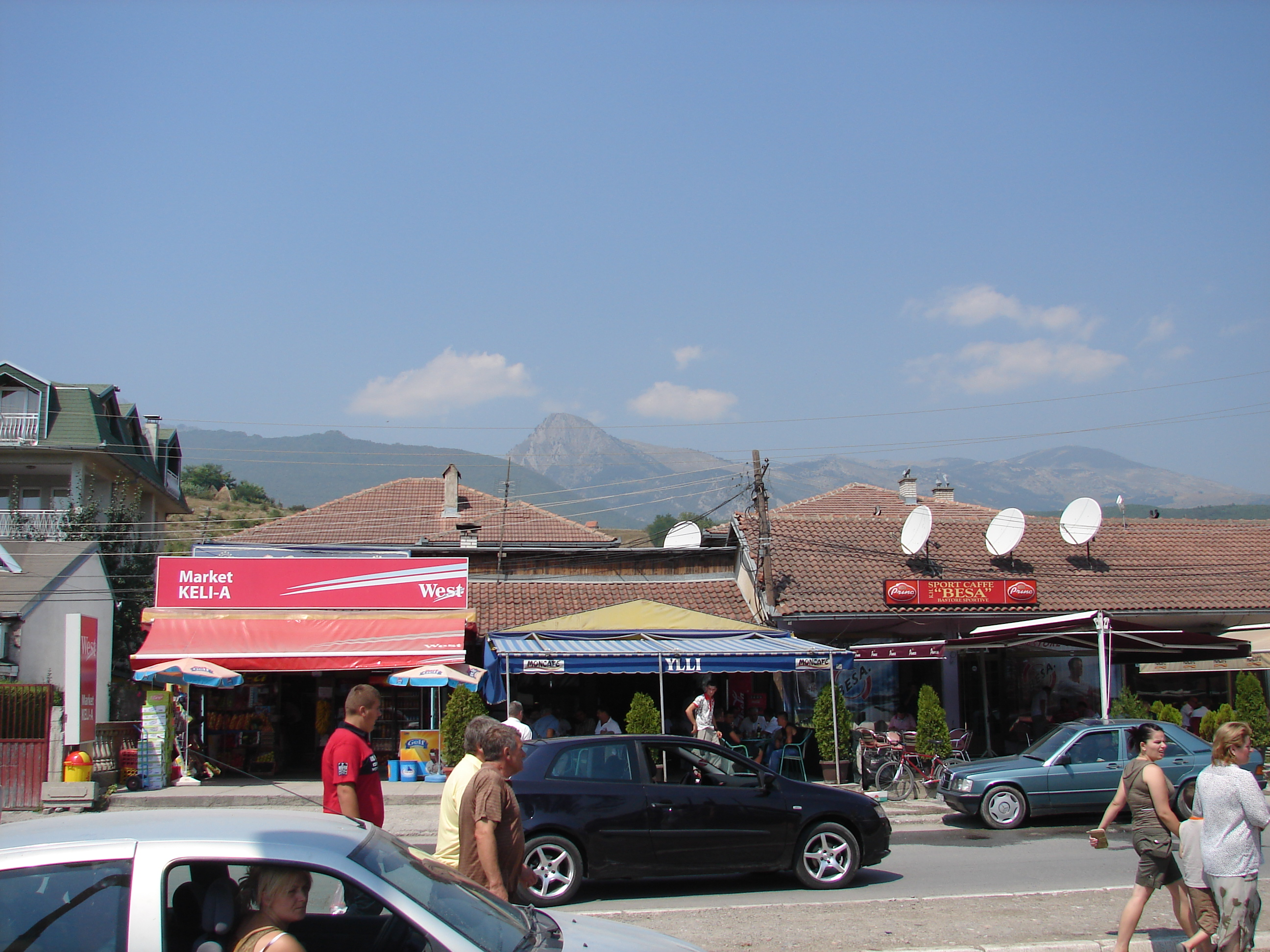
Улица в Пече
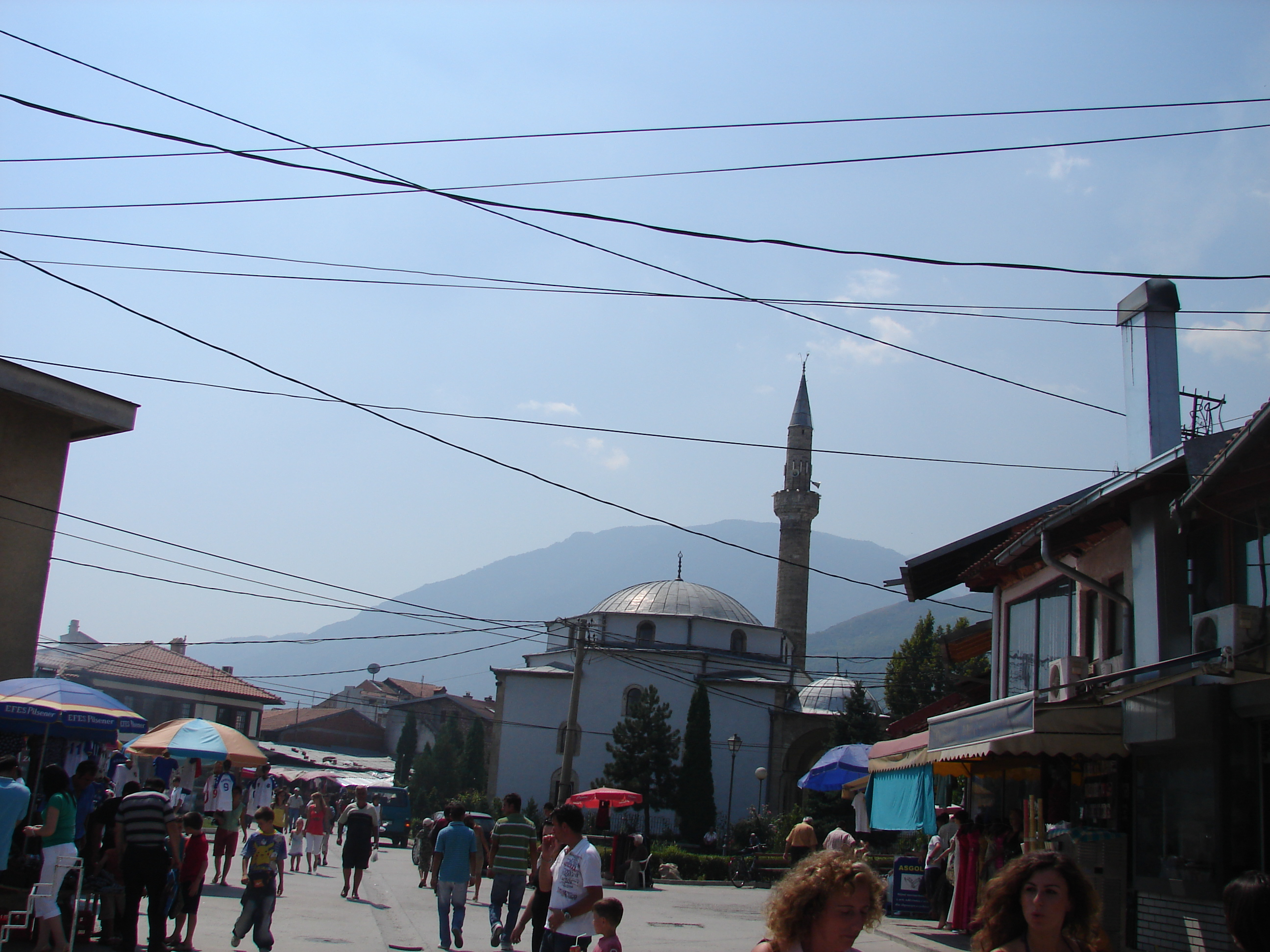
Улица в Пече
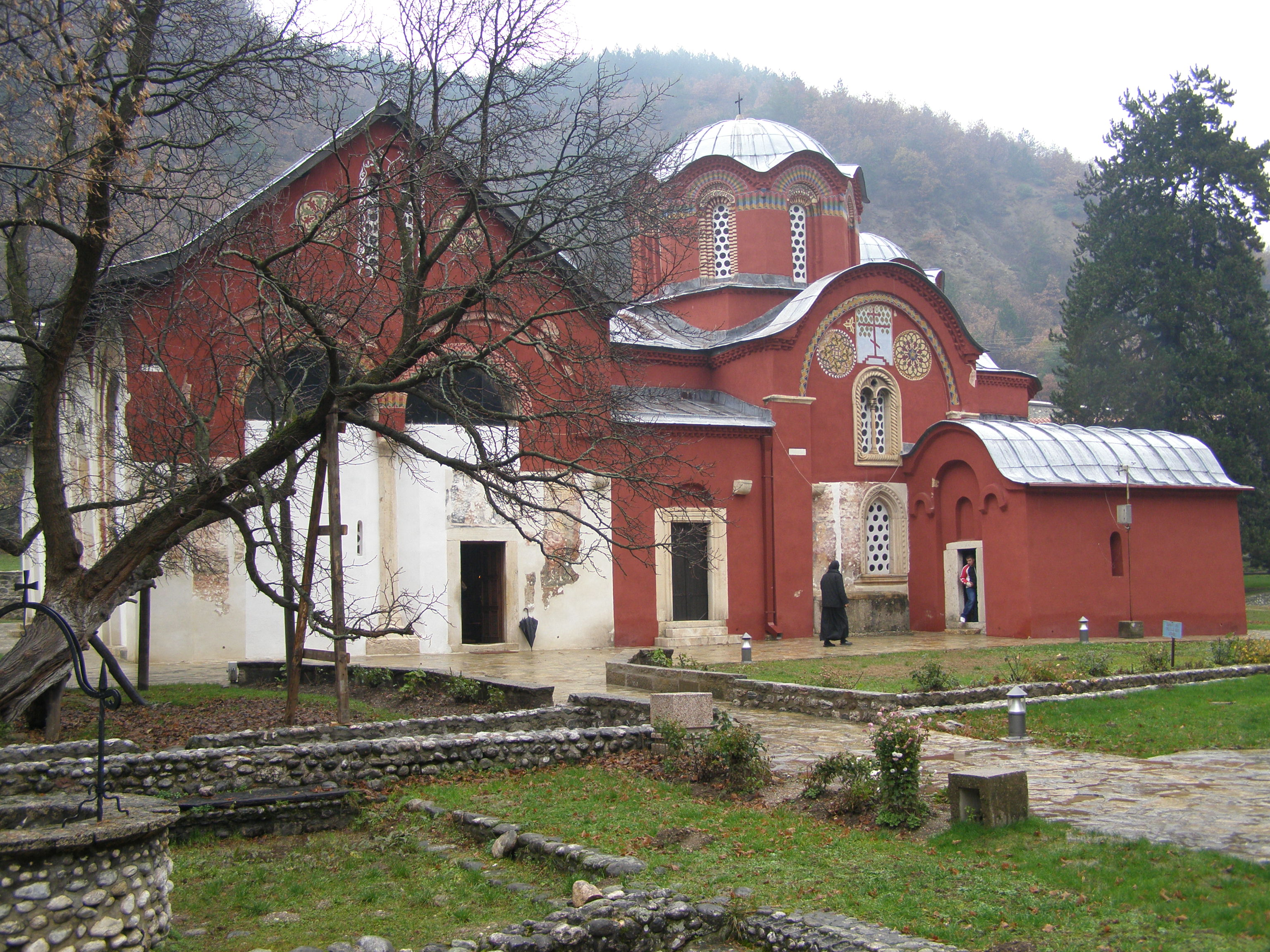
Церковный комплекс Патриархата Печа, Косово
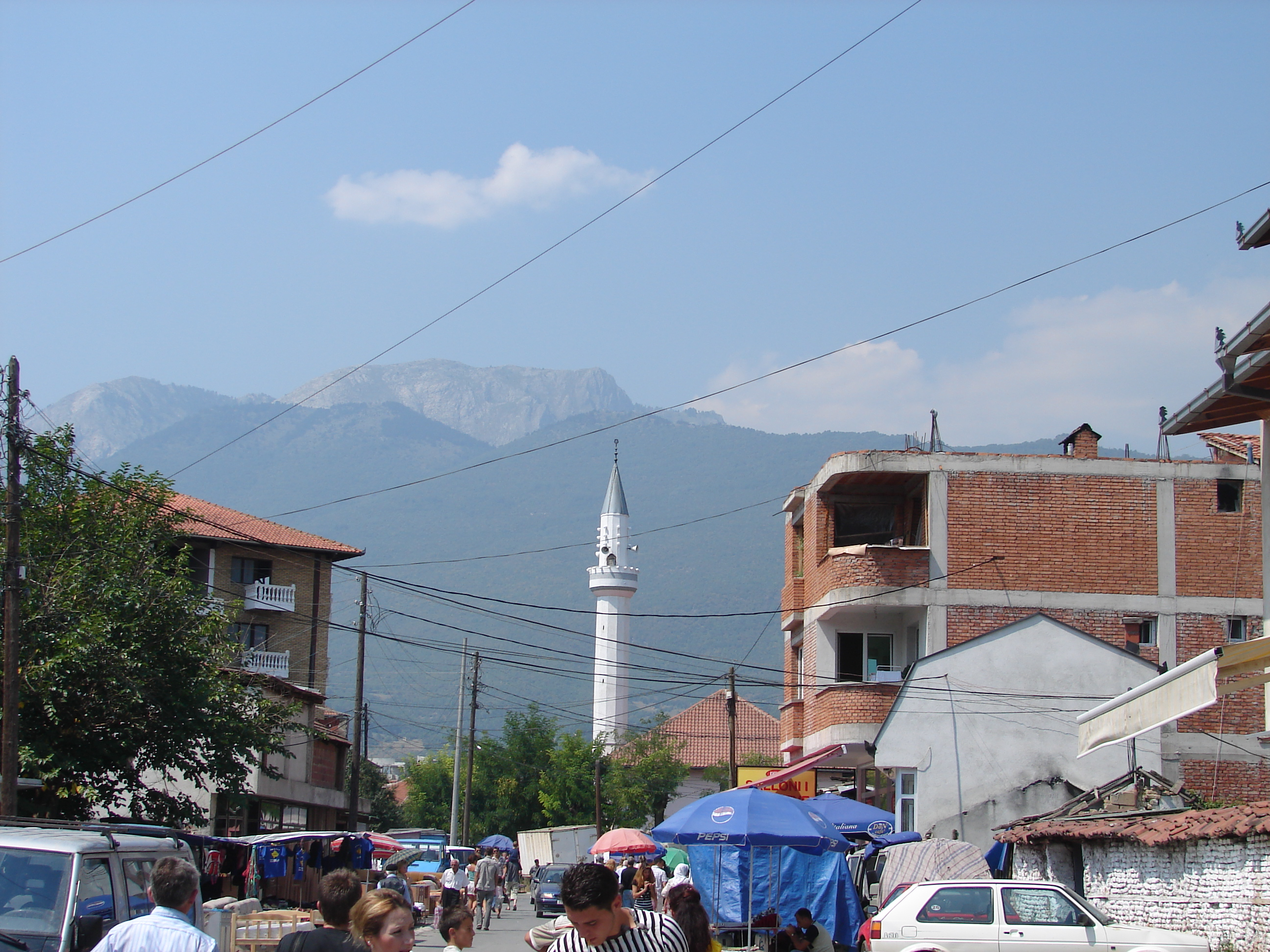
Улица в Пече
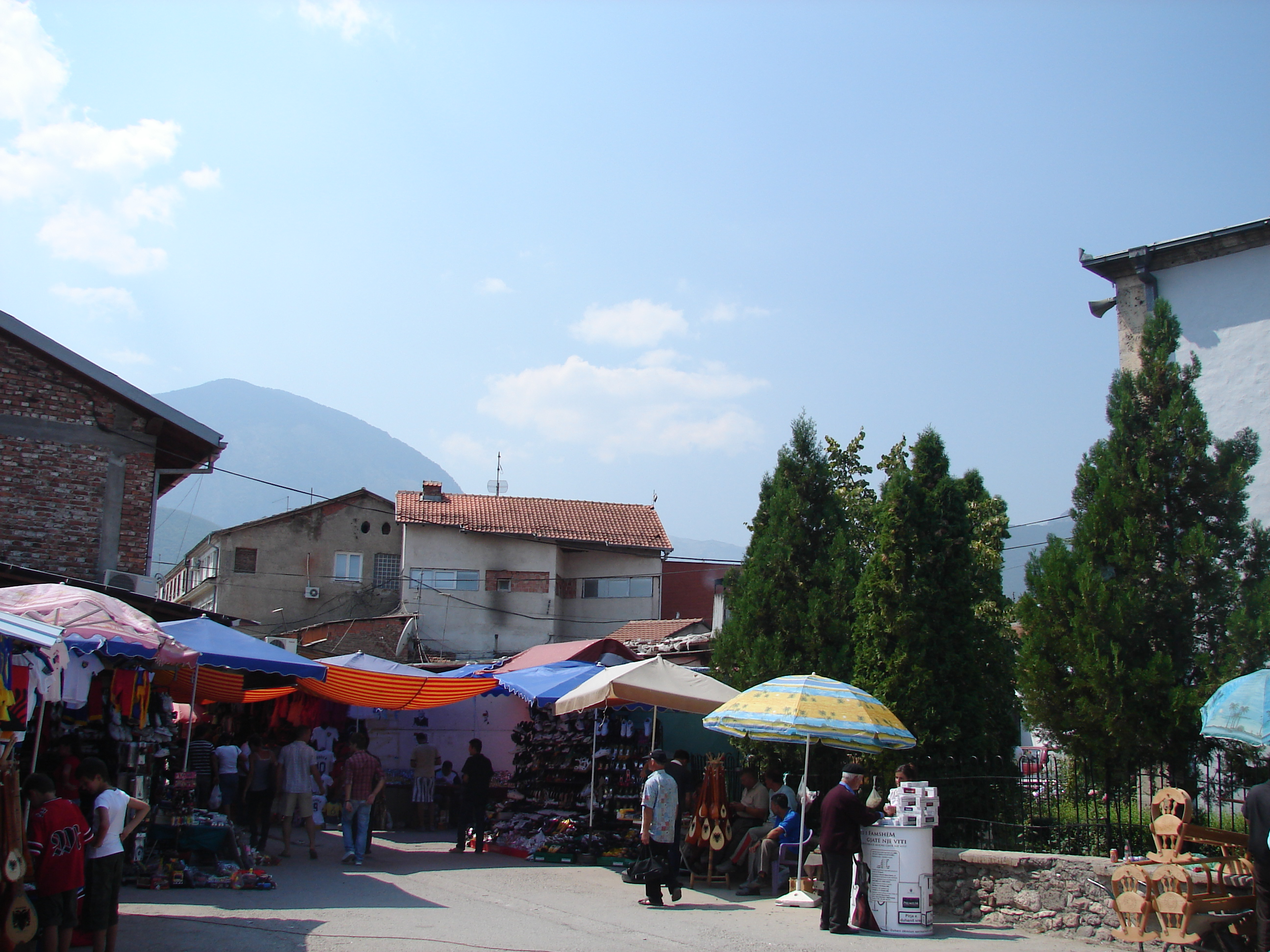
Улица в Пече